# XDarwin

Schema der Schichten der grafischer Benutzeroberflächen

XDarwin war eine Portierung des X Window Systems für frühe Versionen von Darwin bzw. Mac OS X. Darwin ist die Basis (englisch core system) von Mac OS X, das ab 2012 „OS X“ hieß und seit 2016 „macOS“ heißt, auf denen ursprünglich ein X‑Server fehlte, und ermöglicht somit das Ausführen von X‑Window-Programmen. Es war für die Prozessorarchitekturen x86 (nur Darwin) und ppc verfügbar. Vor der Einführung von Apples eigenem X11 war XDarwin der einzige, auch für Mac OS X erhältliche X‑Server.
XDarwin wurde vom XonX-Projekt portiert, einem Ableger des XFree86-Projekts. In den ersten Versionen brauchte XDarwin einen laufenden Fenstermanager (X Window Manager), wofür der auf Oroborus beruhende Fenstermanager OroborOSX geschrieben wurde. Dieser war um das originäre Aussehen von Mac OS X modifiziert worden, damit die Fenster nicht fremdartig auf der Schreibtisch-Oberfläche aussehen und sich besser in Mac OS X integrieren.
Die Quelltexte wurden in jene der XFree86- und Xorg-Server integriert und dort gepflegt. Nach Angaben des XonX-Projekts enthält X11 und später auch XQuartz Code aus XDarwin.
Ab Mac OS X 10.2 „Jaguar“ von war optional eine Beta-Version von X11.app verfügbar und in Version 10.3 „Panther“ war Apples eigenes X11 fertig, jedoch im Gegensatz zu XDarwin nicht für Darwin und nicht für x86 geeignet.
XDarwin konnte in späteren Versionen auch „rootless“ laufen, der Fenstermanager OroborOSX war nicht mehr Voraussetzung und Fenster integrierten sich damit nahtlos in die Optik des Mac OS X auf dem sie liefen.
2007 übergab Apple die Entwicklung des eigenen X11, genannt XQuartz, an eine freie Entwicklergemeinde. XDarwin wurde damit zugunsten von XQuartz aufgegeben bzw. teilweise integriert.